# Битка за Ебен-Емал
Битка за Ебен-Емал (енгл. Battle of Fort Eben-Emael) била је одлучујућа немачка победа током битке за Белгију (1940).

## Позадина
Ебен-емал је белгијско утврђење (ансамбл) подигнуто 1934. на споју утврђених линија на Албертовом каналу (фла. Albert kanaal) и Мези. Имало је 3 артиљеријска казаматирана бункера, 1 артиљеријски бункер са куполом за топове 120 мм, 4 митраљеска, 1 противавионски, 2 за фланкирање Албертовог канала и утврђења за заштиту улаза. Бункери су били повезани са подземним касарнама, магацинима и електричном централом. Заузимали су површину од 40 хектара, а укупна површина утврђења, заједно са противтенковским и жичаним препрекама износила је 66 хектара.

### Браниоци
Маја 1940. Ебен-Емал је бранило 1.200 белгијских војника са 16 топова 75 мм, 12 топова 60 мм, 2 топа 120 мм, већим бројем митраљеза, противтенковских и противавионских топова и рефлектора. Задатак утврђења био је да у границама домета свог наоружања брани Мезу и Албертов канал, укључујући мостове, који су били припремљени за рушење, а делимично су имали и властиту одбрану. Положаје у типу пољске фортификације, између бункера и позади утврђења, бранила је белгијска 7. пешадијска дивизија.

### Немачки планови и снаге
У оквиру плана операција на Западном фронту 1940, Немци су предвидели заузимање Ебен-Емала и мостова на Албертовом каналу ваздушним десантом, ради лакшег пробоја главних белгијских положаја на том одсеку фронта и брзог надирања јединица немачке 6. армије ка Бриселу. За ту операцију брижљиво су извржене детаљне припреме. Падобранци и падобрански пионири одабрани су из 1. падобранског ловачког пука, а једриличари из једриличарске опитне команде. Десантној јединици, формираној 2. новембра 1939, за извршење тог задатка, стављена су на располагање 53 авиона Ју-52 за падобранце и вучу једрилица, 3 авиона Хе-III за дотур борбених потреба, и преко 50 једрилица ДФС-230. Јединица је снабдевена снимцима свих објеката Ебен-Емала, плановима мостова, подацима о бункерима, распореду оруђа, борбеном поретку белгијске пешадије и др. Сваки немачки војник потпуно је је увежбан у руковању белгијским оружјем. Ова десантна јединица, подељена у јуришне групе, увежбавана је од новембра 1939 на полигону у Хилдесхајму, где је изграђена макета Ебен-Емала.

## Битка
Пре него што су кренуле у напад јединице КоВ, са аеродрома код Келна полетела су 10. маја у 4 часа и 10 минута 42 авиона Ју-52 са истим бројем једрилица ДФС-230. Откачене изнад Ахена, једрилице, у којима су се налазиле 4 јуришне групе, кренуле су ка одређеним циљевима, док су транспортни авиони продужили лет ка западу ради бацања лутки у противничку позадину.

### Десант на тврђаву
Немачка јуришна група Eben Emael (11 једрилица, од којих је на циљ стигло 9, са 55 војника снабдевених са 2,5 тоне експлозива, снимцима објеката, подацима о местима комора за експлозив и др) спустила се неприметно на утврђење у 5 часова и 25 минута. Кумулативним минама пионири су брзо порушили куполе и онеспособили артиљеријска оруђа.
Белгијска 7. пешадијска дивизија, заварана баченим луткама у својој позадини, а од 6 часова и 45 минута изложена ваздушним нападима, није успела да предузме организовану акцију ради уништења слабих противникових снага. Искористивши збуњеност противника, немачке десантне снаге почеле су блиску борбу са посадама бункера. Пошто је 11. маја у 7 часова претходница немачке 4. оклопне дивизије (151 пешадијски пук и 51. пионирски батаљон) прешла Албертов канал и повезала се са десантом, посада Ебен-Емала је капитулирала у 12 часова.

### Десант на мостове
Јуришне групе Vroenhoven са 9 једрилица (81 војник) и Veldwezelt са 10 једрилица (92 војника) спустиле су се, такође, у 5 часова и 25 минута западно од мостова код истоимених места. Пошто су нападом из позадине заузеле белгијске бункере, пресекле су спроводнике за рушење мостова, а потом образовале 300 м широк мостобран. Око 6 часова и 15 минута обе групе појачане су ваздучним путем са по пола вода митраљеза, па су успеле да одбију неповезане противнападе Белгијанаца. Пристигли делови 4. оклопне дивизије (око 12 часова и 30 минута) организовали су противавионску одбрану заузетих белгијских мостова, а потом наставили операције ка западу.

## Последице
Од свих, једино група Kanne са 10 једрилица (90 војника) није успела да изврши задатак. Примећена је током спуштања, па су Белгијанци правовремено успели да поруше мост. Али, у целини, операцијом је постигнут постављени циљ. Уништавањем Ебен-Емала и овладавањем мостовима код Врунховена и Ветвезелта, немачка 6. армија могла је да настави брзу акцију према западу.

### Анализа
У операцији за освајање Ебен-Емала употребљене су први пут једрилице за пренос ваздушнодесантних трупа. У условима кад релативно мале димензије појединих објеката утврђења нису гарантовале да ће се падобранци моћи спустити на одређена места (нарочито при евентуалном ветру), оне су одлично одиграле своју улогу. За успех операције било је од одлучујућег значаја и солидно извршена припрема и веома добро организовано садејство између немачких војнодесантних јединица, авијације и снага КоВ, као и неприпремљеност Белгијанаца за борбу против ваздушнодесантних дејстава.